# Histoire de l'Île-de-France
L'Île-de-France est née du domaine royal constitué depuis le Xe siècle par les rois Capétiens. Ses limites ont varié jusqu'à la fin de l'Ancien Régime. Cette province française s'étendait vers l'ouest et surtout le nord et était moins vaste qu'aujourd'hui en direction de l'est et du sud. Elle formait la zone d'intérêt économique des corporations marchandes de Paris, qui ont contribué à en fixer les contours.

## Origine du nom
La région s'est longtemps appelée « région parisienne ». Ce n'est qu'en 1976 que le terme a été créé par un vote de la haute assemblée.

## Préhistoire
La région est habitée depuis l'époque préhistorique, qui a laissé de nombreuses traces, dont des monuments mégalithiques, souvent détruits du fait de l'urbanisation.

## Périodes gauloise et gallo-romaine
À l'époque gauloise, le territoire actuel de l'Île-de-France était occupé par quatre tribus gauloises : au centre, les Parisii, dont la capitale (Lutèce) devait devenir Paris ; au nord, les Véliocasses, qui ont donné leur nom au Vexin ; à l'ouest, les Carnutes, qui occupaient le territoire actuel des Yvelines et dont la capitale était à Chartres ; et au sud-Est, les Sénons, dont la capitale était à Sens.
Le nom de Pays de France est apparu après l'établissement des Francs et correspond à la plaine située au nord de la Seine, cette plaine fait partie du premier domaine royal.

## Moyen ÂgeetAncien Régime
La constitution du domaine royal des capétiens remonte à la position dominante de Soissons depuis l'antiquité celtique (cf. Diviciac, roi des Suessions, généralissime des Belges et « empereur » de Bretagne). Choisie par Aetius comme capitale de ce qui restait de romanité en Gaule après le sac de Rome par les barbares, c'est là qu'un lète révolté, Clovis, vainc Syagrius et y établit à son tour sa capitale. Paris continuera d'appartenir au diocèse de Sens jusqu'à son érection en évêché indépendant, et la rive droite de l'Oise à l'archidiocèse de Reims. La constitution d'un évêché de Noyon, séparé du Vermandois et devenu pairie de France, a marqué l'inscription de l'Île-de-France comme centre du royaume. Charlemagne est sacré dans cette dernière ville en même temps que son frère Carloman l'est à Soissons. Les carolingiens font de Clichy, vaste domaine foncier entre Paris et Saint Denis, un palais impérial. Cette abbaye étend le territoire par acquisition auprès du diocèse de Reims du Hurepoix, c'est-à-dire la rive gauche de la cité de Paris. Le traité de Saint-Clair-sur-Epte détache le Vexin français du diocèse de Rouen et fixe la frontière occidentale de l'Île-de-France sur cette rivière. Quand l'évêque de Reims convoque à Senlis un conseil pour confier les destinées de la France carolingienne aux robertiens, le duché de France comprend outre le Vexin français, le Noyonnais, le Laonnois (un temps domaine impérial, que certains historiens supposent être l'origine des capétiens), le Soissonnais, le Valois, la France proprement dite, le Parisis et le Hurepoix.
C'est au bas Moyen Âge que l'Île-de-France fixe ses contours, entre Laon, Beauvais, Dreux et Nemours. Elle fait partie, avec la Champagne et la Picardie, de la province fiscale d'Outre-Seine.

La province (gouvernement) de l’Île-de-France sous l’Ancien Régime et ses pays.

## Républiques
À la suite de la Révolution, elle fut découpée en trois départements : Seine, Seine-et-Oise et Seine-et-Marne. En 1965, le nombre de départements a été porté de trois à huit, y compris Paris. Autour de Paris, les départements de la petite couronne (Hauts-de-Seine, Seine-Saint-Denis et Val-de-Marne) et de la grande couronne (Val-d'Oise, Yvelines, Essonne et Seine-et-Marne) sont issus du découpage des anciens départements de Seine-et-Oise et de la Seine.

Le gouvernement militaire de l'Île-de-France, après plusieurs mutations, dans ses limites du XVIII, et les communes et départements actuels.